# Željko Sopić
Željko Sopić (Zágráb, 1974. július 26. –) horvát labdarúgó-középpályás.
Pályafutását 1994-ben kezdte az NK Zagreb csapatában, ahol a klub első csapatban négy évet töltött, mielőtt 1998-ban a Bundesligába a Borussia Mönchengladbachhoz igazol. A német első vonalban 23 mérkőzést játszott és két gólt szerzett. Miután csapata 1999-ben kiesett az első osztályból a német labdarúgó-bajnokság másodosztályában folytatta, majd 2000 nyarán a Rot Weiss Ahlenhez került, ahol 2005-ig játszott összesen 155 mérkőzést. Ezután visszatért az NK Zagrebhez a 2005-2006-os szezonra, mielőtt 2006 nyarán csatlakozott az NK Slaven Belupóhoz. 2008-ban visszatért Zágrábba, ahol a NK Lokomotiva Zagreb csapatát erősített.